# Toxonevra jucunda
Toxonevra jucunda är en tvåvingeart som först beskrevs av Friedrich Hermann Loew 1863.  Toxonevra jucunda ingår i släktet Toxonevra och familjen prickflugor. Inga underarter finns listade i Catalogue of Life.